# 사카이 다다토모 (1839년)
사카이 다다토모(일본어: 酒井忠寛, 1839년 4월 2일 ~ 1862년 11월 8일)는 에도 시대의 다이묘로, 데와노쿠니 쇼나이번의 10대 번주이다. 어릴적 이름은 도미노신(富之進)이고, 관위는 종4위하, 사에몬노조(左衛門尉)이다.
덴포 10년(1839년) 2월 19일, 쇼나이 번의 8대 번주 사카이 다다카타의 12번째 아들로 태어났다. 9대 번주 사카이 다다아키의 동생에 해당한다. 안세이 6년(1860년) 12월 16일, 형 다다아키의 맏아들인 다다히로(忠恕)가 급서함에 따라 다다토모가 적자가 되었다. 분큐 원년(1861년) 8월 6일, 형이 은거함에 따라 번주직에 올랐고, 같은해 12월 종4위하에 서임되었다. 하지만 이듬해인 분큐 2년(1862년) 9월 17일, 당시 유행하던 홍역이 원인이 되어 24세로 사망하였다. 정실도 측실도 없고 자식도 없었기 때문에 조카, 즉 형 다다아키의 다섯째 아들인 사카이 다다즈미가 그 뒤를 이었다.
| 전임 사카이 다다아키 | 제10대 쇼나이번 번주 1861년 ~ 1862년 | 후임 사카이 다다즈미 |